# Áldásos

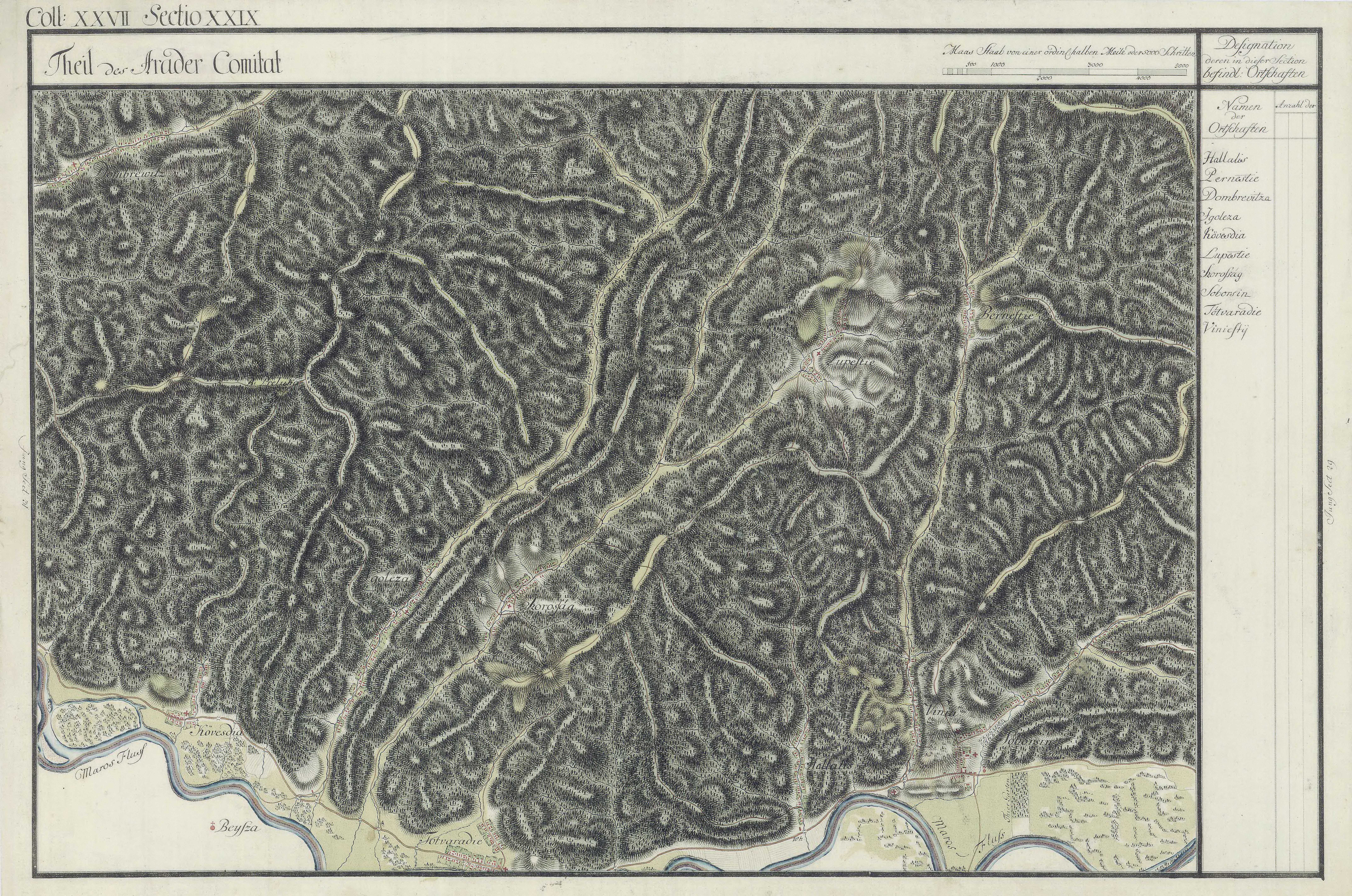
Áldásos egy 1700-as évekből való térképen

Áldásos (Hălăliș) település Romániában, a Partiumban, Arad megyében.

## Fekvése
Lippától és Váradjától keletre fekvő település.

## Története
Áldásos nevét 1479-ben említette először oklevél Halalos néven. A Váradja vár 26. tartozéka volt. 1483-ban a Bánffy család birtokában volt. 
1510-ben Brandenburgi György volt a birtokosa. 
1910-ben 376 lakosából 9 magyar, 9 német, 358 román volt. Ebből 19 római katolikus, 357 görögkeleti ortodox volt. A trianoni békeszerződés előtt Arad vármegye Máriaradnai járásához tartozott.